# 송골매 (음반)
《송골매》는 1982년 1월 15일, 지구레코드에서 발매한 대한민국의 록 밴드 송골매의 두 번째 정규 음반이다. 블랙 테트라의 구창모 등이 새롭게 가입하면서 록과 팝의 조화를 이룬 송골매의 히트 음반이다. 한국 대중음악 100대 명반 중 48위에 오를 정도로 음악성까지 평가 받은, 1980년대를 대표하는 명반이다.

## 배경
송골매는 데뷔 음반인 《송골매 1집》 이후 멤버 교체를 단행하였다. 기존의 이응수 (베이스)와 지덕엽 (기타)이 탈퇴한 후, 리더 배철수는 새로운 멤버들을 영입하여 밴드를 재편하였다. 이 과정에서 홍익대학교 캠퍼스 밴드인 블랙테트라 출신의 구창모 (보컬, 키보드), 김정선 (기타), 오승동 (드럼), 그리고 새로운 베이시스트 김상복이 합류하여 6인조 라인업을 구성하였다.
이러한 멤버 구성은 송골매의 음악적 방향에 큰 변화를 가져왔다. 특히 구창모의 감성적인 보컬과 작곡 능력은 밴드의 사운드에 서정성과 대중성을 더하였으며, 김정선의 기타 연주는 록적인 요소를 강화하였다. 이 음반은 하드 록 성향의 초기 스타일에 블랙 테트라 특유의 감성적인 팝 요소가 결합된 작품으로, 1집에 수록되었던 〈세상만사〉와 〈길지 않은 시간이었네〉의 리메이크 버전에서 그러한 변화를 확인할 수 있다.
또한, 이 음반에서는 구창모, 김정선, 배철수 등 여러 팀원들의 곡이 고르게 수록되었으며, 외부 작곡가인 김수철의 곡도 포함되었다. 특히 구창모가 작사·작곡한 타이틀곡 〈어쩌다 마주친 그대〉는 송골매의 최대 히트곡이 되었으며, 김수철이 작곡한 〈모두 다 사랑하리〉는 송골매를 대중적인 위치로 올려놓는 데 기여한 곡으로 평가된다.

## 커버 아트
《송골매》의 커버 아트는 밴드 이름을 상징하는 커다란 송골매가 하늘을 나는 모습을 중심으로 구성되어 있다. 배경에는 다수의 새들이 자유롭게 날아다니는 장면이 묘사되어 있으며, 이는 하늘을 나는 자유로움과 역동성을 시각화한 이미지로 해석된다. 하단에는 달걀 모양의 타원형 프레임 속에 멤버들의 얼굴이 삽입되어 있어, 개별 멤버들을 강조하면서도 팀의 일체감을 표현하고 있다.
이 디자인은 1982년 초판 발매 당시부터 사용되었으며, 이후 재발매된 CD 및 LP 판본에서도 동일하게 유지되었다. 특히 2023년 발매된 180g 한정판 LP에서도 원본 커버가 복원되어, 복고적인 감성과 함께 수집가들의 관심을 받았다.
커버 아트의 디자인은 디자이너 최성규에 의해 이루어졌으며, 그는 당시 여러 대중가요 음반의 시각 디자인을 맡은 바 있는 인물이다.

## 평가
| 전문가 평가                    | 전문가 평가 |
| 평가 점수                      | 평가 점수   |
| 출처                           | 점수        |
| ------------------------------ | ----------- |
| 한국대중음악 100대 명반 (2007) | 39위        |
| 임진모                         | 긍정적      |

《송골매》은 2007년 《한국대중음악 100대 명반》에서 39위에 선정되며 음악사적 의의를 인정받았다. 이 음반은 1980년대 초반 한국 록 밴드가 대중성과 음악성을 동시에 확보할 수 있음을 증명한 사례로 평가받는다.
음악평론가 임진모는 “〈어쩌다 마주친 그대〉는 한국 록 역사상 가장 대중적인 성공을 거둔 곡 중 하나”라고 언급하며, 이 음반이 "록의 대중화와 스타 밴드의 시대를 열었다"고 평했다.
또한 《송골매》은 송골매의 음악적 전환점으로, 초기 사이키델릭 및 프로그레시브 요소에서 보다 라이트하고 접근성 있는 록 사운드로 이행한 결과물로 평가되기도 한다. 이를 통해 밴드는 단순한 록 밴드를 넘어 대중적 아이콘으로 자리매김했다.

## 곡 목록
| #  | 제목                   | 작사   | 작곡   | 편곡           | 재생 시간 |
| -- | ---------------------- | ------ | ------ | -------------- | --------- |
| 1. | 〈어쩌다 마주친 그대〉 | 구창모 | 구창모 |                | 3:03      |
| 2. | 〈우리들〉             | 이종명 | 김정선 | 엄인호, 김현식 | 3:05      |
| 3. | 〈그대는 나는〉        | 이응수 | 배철수 |                | 4:12      |
| 4. | 〈다시한번〉           | 구창모 | 구창모 |                | 4:13      |
| 5. | 〈세상만사〉           | 이응수 | 지덕엽 |                | 3:49      |

| #  | 제목                                    | 작사           | 작곡           | 재생 시간 |
| -- | --------------------------------------- | -------------- | -------------- | --------- |
| 1. | 〈하다 못해 이 가슴을〉                 | 이응수         | 이응수         | 2:57      |
| 2. | 〈모두 다 사랑하리〉                    | 김정선         | 김수철         | 2:57      |
| 3. | 〈빨리 빨리〉                           | 김정선         | 김정선         | 2:49      |
| 4. | 〈내 마음의 꽃 / 길지 않은 시간이었네〉 | 이응수, 구창모 | 지덕엽, 구창모 | 3:38      |
| 5. | 〈바람〉                                | 김태곤         | 김태곤         | 3:04      |